# (2747) Чески Крумлов
(2747) Че́ски-Кру́млов (чеш. Český Krumlov) — небольшой астероид главного пояса, который входит в состав семейства Гигея. Он был открыт 19 февраля 1980 года чешским астрономом Антонином Мркосом в обсерватории Клеть и назван в честь чешского города Чески-Крумлов.

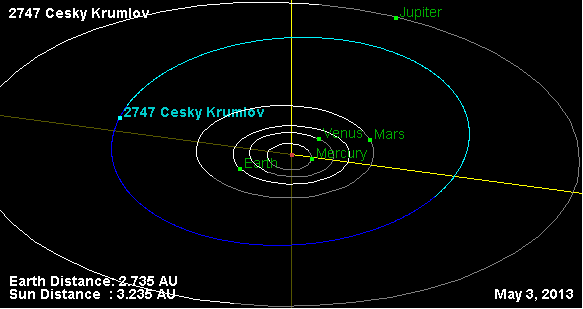
Орбита астероида Чески Крумлов и его положение в Солнечной системе